# Kyle Feldt
Pas d'image ? Cliquez ici

a Compétitions nationales et continentales officielles uniquement.

Kyle Feldt, né le 9 février 1992 à Townsville (Australie), est un joueur australien de rugby à XIII évoluant au poste d'ailier ou de centre. Il fait ses débuts en National Rugby League (« NRL ») avec les Cowboys de North Queensland lors de la saison 2013 avec lesquels ils remportent la NRL en 2015 où il y marque un essai en finale contre les Broncos de Brisbane. Il a également pris part au succès au World Club Challenge en 2016.

## Palmarès
- Collectif : 
  - Vainqueur de la Coupe du monde de rugby à neuf : 2019 (Australie).
  - Vainqueur du World Club Challenge : 2016 (North Queensland)
  - Vainqueur de la National Rugby League : 2015 (North Queensland)

### En club

#### Statistiques
| Saison | Club                     | Compétition           | Matchs | Points | Essais | Goals | Drops |
| ------ | ------------------------ | --------------------- | ------ | ------ | ------ | ----- | ----- |
| 2013   | North Queensland Cowboys | National Rugby League | 3      | 12     | 3      | 0     | 0     |
| 2014   | North Queensland Cowboys | National Rugby League | 10     | 28     | 7      | 0     | 0     |
| 2015   | North Queensland Cowboys | National Rugby League | 9      | 34     | 8      | 1     | 0     |
| 2016   | North Queensland Cowboys | National Rugby League | 24     | 60     | 15     | 0     | 0     |
| 2017   | North Queensland Cowboys | National Rugby League | 28     | 94     | 15     | 17    | 0     |
| 2018   | North Queensland Cowboys | National Rugby League | 24     | 58     | 1      | 1     | 0     |
| 2019   | North Queensland Cowboys | National Rugby League | 16     | 48     | 11     | 2     | 0     |
| 2020   | North Queensland Cowboys | National Rugby League | 20     | 122    | 19     | 23    | 0     |